# Rango dinámico
El rango dinámico o margen dinámico se puede definir de dos maneras:
- El margen que hay entre el nivel de referencia y el ruido de fondo de un determinado sistema, medido en decibelios. En este caso, rango dinámico y relación señal/ruido son términos intercambiables.
- El margen que hay desde el nivel de pico y el nivel de ruido de fondo. También indicado en dB. En este caso, rango dinámico y relación señal/ruido no son equiparables.

Las dos maneras son válidas; por ello, es común que, para indicar qué margen dinámico están utilizando, los fabricantes incluyan frases como 60 dB (ref. salida máxima) o 60 dB (ref. nivel de pico).

## Especificaciones
Para indicar correctamente el margen dinámico, la medida en dB debe ir acompañada por:
- la curva de ponderación.
- el nivel de referencia.

Que en las especificaciones técnicas de un equipo aparezca el margen dinámico indicado en dB no significa nada si no va acompañado por los puntos de referencia utilizados y las ponderaciones.
Por ejemplo, en el caso de un magnetófono, en las especificaciones técnicas encontraríamos el audio.

## Rango dinámico aplicado a la óptica (fotografía)

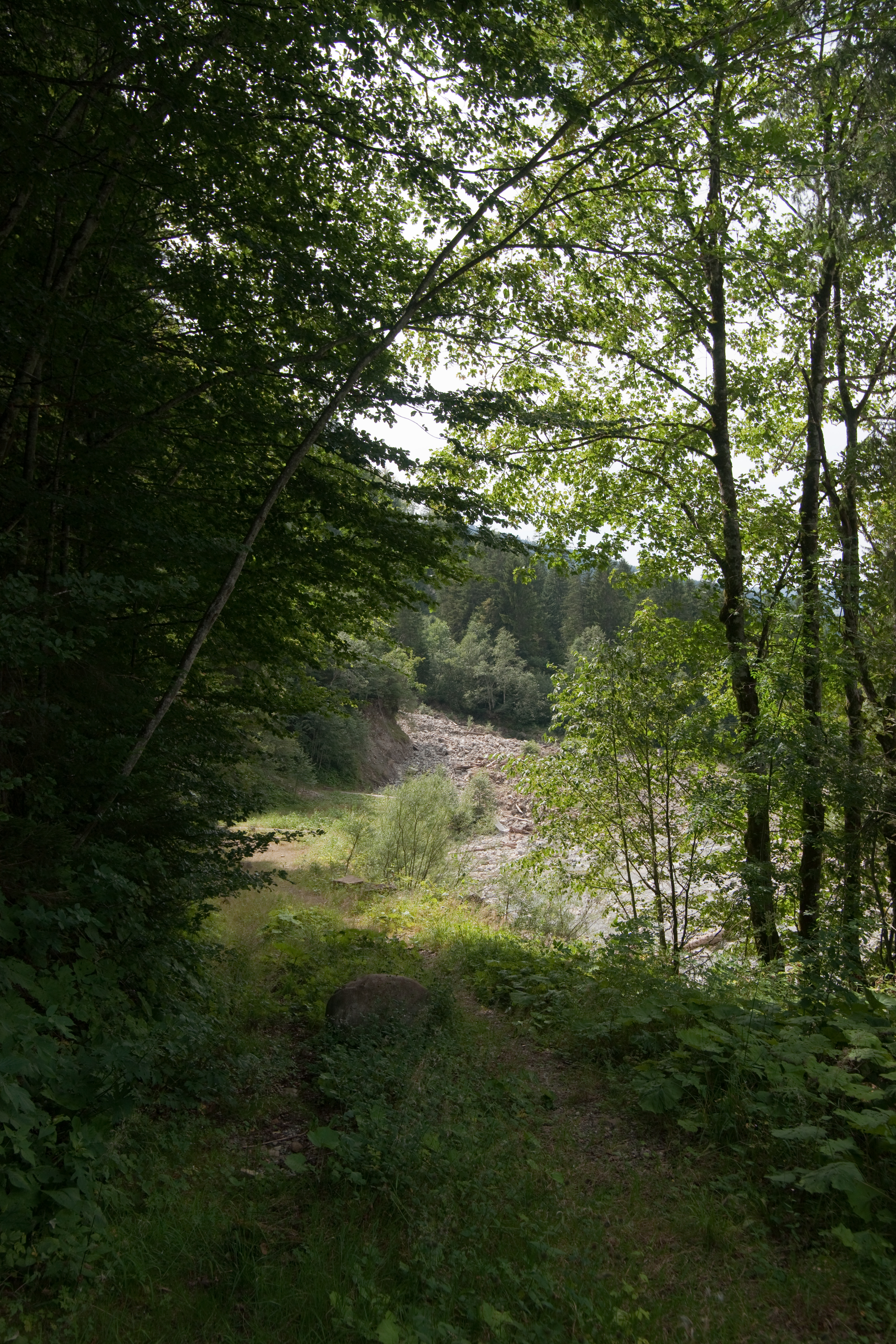
Escena con un alto rango dinámico.

En el caso de aparatos relacionados con la óptica (escáneres, cámaras, película fotográfica) el rango dinámico se mide teniendo en cuenta la densidad mínima (datos "más claros o tenues") y la densidad máxima (datos "más oscuros o cargados ") que se pueden representar o captar.
Normalmente el rango dinámico de una cámara digital es de 5 pasos f, esto significa que a la cámara le será imposible captar una escena con más de 5 pasos f de diferencia entre luz y sombra, debiendo elegir si se quiere conservar detalle en las sombras o en las zonas de alta luminosidad.

## Rango dinámico aplicado a la  electrónica y audio
En aplicaciones de electrónica y audio, la proporción implicada es a menudo tan enorme que se ha convenido en convertirla en un logaritmo y se especifica en decibeles.
Los ingenieros de estas especialidades aplican el término a:
- La relación de un máximo nivel especificado de un parámetro, como potencia, corriente, voltaje o frecuencia, con el valor perceptible mínimo de aquel parámetro.
- En un sistema de transmisión, la proporción de la sobrecarga de nivel (la máxima potencia de señal que el sistema puede tolerar sin distorsión de la señal) respecto al nivel de ruido del sistema.
- En sistemas digitales o mecanismos, la proporción de máximos y mínimos niveles de señal entre los cuales se exige que mantengan una proporción de error especificada.